# Moartea lui Socrate
Moartea lui Socrate (în franceză La Mort de Socrate) este o pictură în ulei realizată în anul 1787 de pictorul francez Jacques-Louis David. În tablou este reprezentată scena morții filozofului grec Socrate, condamnat să bea o cupă cu cucută, pentru exprimarea ideilor sale contrare celor ale conducătorilor Atenei și coruperea minților tinerilor. 
Tabloul a fost comandat lui David de către Charles-Michel Trudaine de la Sablière. El este expus în prezent la Muzeul Metropolitan de Artă din New York ca una dintre cele mai cunoscute opere de artă ale lui Jacques-Louis David.

## Descriere
Socrate a trebuit să aleagă între a merge în exil (și să renunțe, prin urmare, la vocația sa de filozof) și a fi condamnat să bea cucută. Socrate a ales moartea. În această pictură, un temnicer cu robă roșie îi întinde lui Socrate un pocal cu cucută, cu un aer de tristețe și de rușine. Socrate domină scena, având o atitudine de om hotărât să bea otrava după ce și-a rostit discursul cu privire la nemurirea sufletului. Mâna lui arată spre cer, indicând respectul său față de zei și atitudinea sa neînfricată față de moarte. Acest gest este influențat, probabil, de scena centrală a picturii Școala din Atena de Rafael, în care Platon are mâna stângă îndreptată spre cer, cu referire la doctrina sa idealistă (dialogul lui Phaidon de Platon).
Pictura îi reprezintă și pe Platon și Criton. În partea stângă a imaginii, Platon stă așezat la marginea patului, cu o privire abătută. Conform cronicilor, se pare că Platon nu a asistat la moartea lui Socrate, de aceea atitudinea sa pare a fi absentă. Criton este cel care pune mîna pe genunchiul lui Socrate, în încercarea de a-l face să renunțe la decizia sa.

## Alte picturi cu aceeași temă
O altă pictură descriind același eveniment a fost realizată de artistul italian Giambettino Cignaroli. Lucrarea lui Cignaroli îl arată pe Socrate deja mort, înconjurat de adepții săi consternați.
O altă reprezentare a morții lui Socrate a fost realizată de artistul francez Jacques-Philip-Joseph de Saint-Quentin. Lucrarea, expusă în prezent la École Nationale Supérieure des Beaux-Arts din Paris (Franța), datează din jurul anului 1738.